# Mabel (gruppo musicale italiano)
Mabel è stato un gruppo musicale italiano di genere dance creato nel 1999 dal produttore discografico Marco Talini. Del gruppo hanno fatto parte Alberto Bambini, Alessandro Del Fabbro, Michele Galeazzi e Paolo De Angelis. Il cantante e frontman Paolo Ferrali

## Storia del gruppo
Il gruppo musicale Mabel nasce a inizio estate del 1999 dal produttore toscano Marco Talini, già fondatore nel 1997 della casa discografica dance Gitana Publishing and Record Company
Il primo singolo Disco Disco esce alla fine di giugno del 1999 e dopo circa tre mesi dall'incisione inizia a riscuotere un grande successo in Italia, dove raggiunge la venticinquesima posizione fra i singoli più venduti, ma attira anche l'interesse delle radio internazionali venendo ascoltato anche in Germania, Francia e Svizzera. In tutto, comprese raccolte e compilation, arriverà a toccare il milione di copie vendute. Nel 2000 esce Bum Bum che ripeterà il successo del singolo precedente, raggiungendo la posizione numero due in Austria e dove riceverà il disco d'oro per aver venduto più di venticinquemila copie. Nel 2000 uscirà anche Don't Let Me Down, altro brano di successo di cui sarà anche girato un video musicale così come dei due singoli precedenti.
Il successo ottenuto porterà Marco Talini a produrre anche il primo album di Mabel dal titolo Destination, che però non riscuoterà il successo sperato. Il progetto Mabel terminò verso la fine del 2002.

## Discografia

### Album
- 2002 - Destination

### Singoli
- 1999 - Disco Disco
- 2000 - Bum Bum
- 2000 - Don't Let Me Down
- 2001 - Land Of Sex
- 2002 - Like A Dream
- 2002 - Living On My Own
- 2002 - The Shower

### E.P.
- 2000 - Bum Bum / Disco Disco (Special Euroremixes 2k)
- 2001 - Space EP

## Curiosità
La versione di Bum Bum presentata nel videoclip, contenente il vocalizzo oooh oooh, fu un'esclusiva discografica del mercato austriaco. Il resto del mondo (Italia compresa) ebbe un arrangiamento differente.
Oltre alla musica, il frontman Paolo Ferrali ha un'altra passione: il ciclismo paralimpico, disciplina nella quale milita per via di un problema congenito alla gamba sinistra. Dal 2009 ha raggiunto i seguenti risultati: campione toscano su strada, una medaglia d'argento e una di bronzo in Coppa Europa, primo posto al mondiale UISP, fino alla convocazione nella Nazionale paralimpica azzurra sotto la guida dell'allenatore Mario Valentini.